# Ernest-Auguste Le Villain
Ernest-Auguste Le Villain (1845-1916) est un peintre paysagiste français, influencé par Camille Corot et Eugène Boudin, dont il était proche.

## Biographie

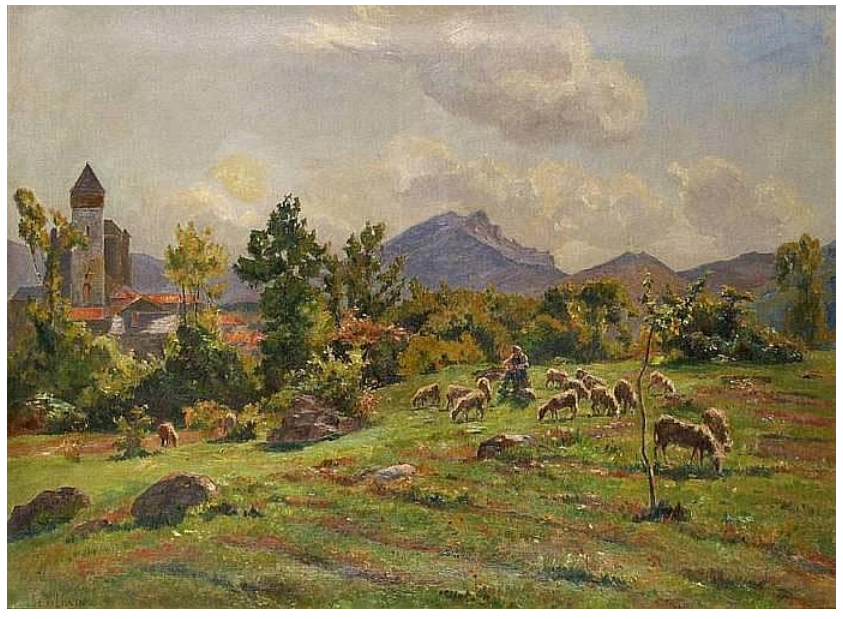
Vue de Saint-Bertrand-de-Comminges, huile sur toile, collection privée.

Parisien issu d'un milieu d'avocats, Ernest-Auguste est le fils de Charles-Ernest Le Villain et de Marie-Augustine Berton.
Il devient l'élève en peinture de Jacques Guiaud et de Camille Bernier.
Il épouse Rosalie Miégeville (1841—1907).
Il expose pour la première fois au Salon de Paris de 1870 ; il habite à cette époque au 7 rue d'Albe (Paris 8e). Par la suite, il est familier de ce salon tous les ans jusqu'au moins 1905, devenant membre de la Société des artistes français. Sa dernière adresse connue est le 30 de la rue Alphonse-de-Neuville.
Familier de Camille Corot, d'Eugène Boudin et de Stanislas Lépine, il peint, sur leurs conseils, et toute sa vie durant, des paysages (huiles sur toile, aquarelles) et quelques rares scènes de genre. Il semble s'être tenu à l'écart des galeries, préférant passer par les ventes publiques.
En septembre 1890, le Courrier de l'art nous apprend qu'Alphonse de Rothschild a offert la toile Automne au musée municipal de Boulogne-sur-Mer. Une autre toile, Fin de moisson à Combs-la-Ville, offert par le même, se trouve au musée de Dieppe.
Décédé à Paris le 2 avril 1916, il lègue à la Fondation Taylor la somme de 25 000 francs pour venir en aide aux peintres nécessiteux.
Le 5 mars 2022, la toile Scène de marché au Croisic (200 x 300 cm) est vendue 5 500 euros, sous le marteau de l'hôtel des Ventes Giraudeau (Tours).